# Слиттинг
Слиттинг-процесс (англ. Slitting) — технология прокатки в металлургии с продольным разделением полупродукта — раската.
Данная технология применяется с целью интенсификации производства, снижения затрат энергетических и материальных ресурсов, повышения параметров качества, что является ключевыми показателями в плане рентабельности и конкурентоспособности. Технология прокатки «слиттинг-процессом», достаточно широко применяется на предприятиях Японии, Канады, США, Швеции, ФРГ, Южной Кореи, Китая, Египта.
При использовании данной технологии на 10—30 % снижается расход энергии при нагреве и прокатке, на 20—35 % повышается производительность прокатного стана, уменьшаются потери металла — на 3—5 кг на одной тонне, понижается расход валков на 20—30 %, снижаются общие затраты по прокатному переделу.